# Der Markt von Alturien
Der Markt von Alturien ist ein 2007 bei Pro Ludo! erschienenes Brettspiel von Wolfgang Kramer für 2 bis 6 Spieler. Die Illustrationen stammen von Eckhard Freytag, das Design von Ingo Anlauff. Es ist eine Neuauflage des 1989 bei JUMBO erschienenen City.

## Inhalt
- 1 Spielplan
- 6 Kunden
- 1 Dieb
- 72 Handelshäuser, je 12 in den Farben blau, gelb, grün, orange, schwarz und violett
- 33 Spielkarten
  - 6 Marktführerkarten
  - 14 Prestigekarten
- 1 Karte Stadtwache
- 12 Investionskarten (für die Erweiterung)
- 70 Spielgeldscheine
  - je 20x 1, 2 und 5 Real
  - 10x 10 Real
- 2 Spezialwürfel mit den Zahlen 1, 2, 3, 4, 5 und 1/3
- 2 Stoffbeutel
- 6 Kurzspielregeln
- 1 Spielanleitung (8 DIN-A4-Seiten)

## Beschreibung
Irgendwo zwischen Italien, Germanien und Spanien existierte im Mittelalter das kleine Reich Alturien. In diesem Reich schlüpfen die Spieler in die Rolle von Handelsfamilien, die auf dem Markt Geschäfte eröffnen und Waren an die betuchtesten Kunden verkaufen wollen. Mit den Einnahmen werden weitere Geschäfte eröffnet, um so immer reicher zu werden und sich schließlich durch den Erwerb von Prestigeobjekten in den Adelsstand einzukaufen. Wem es zuerst gelingt 3 Prestigekarten zu erwerben gewinnt das Spiel. Mit 6 Real Startkapital und 4 Geschäften beginnt jeder Spieler. In jeder Runde darf ein Kunde auf dem Spielplan bewegt werden und kauft dann in dem Geschäft ein vor dem er stehen bleibt. Der Erlös für den Handelsherren hängt davon ab um welchen Kunden es sich handelt und wie weit der Spieler sein Handelsunternehmen ausgebaut hat. Mit dem Erlös kann der Spieler sein Unternehmen weiter ausbauen, Prestigeobjekte kaufen oder wenn mit der Erweiterung gespielt wird investieren um seine zukünftigen Erträge zu erhöhen. Hat einer der Spieler ein Vermögen von 10 Real angehäuft, kommt der Dieb ins Spiel, der vom ärmsten Spieler eingesetzt wird und mit dem der Besitzer eines Geschäftes vor dem er steht bestohlen werden kann. Das Spiel endet entweder wenn ein Spieler 3 Prestigekarten besitzt oder alle Prestigekarten vergeben sind. Die Runde wird noch zu Ende gespielt und der Gewinner ist der Spieler mit den meisten Prestigekarten. Bei Gleichstand entscheidet das verbliebene Bargeld.

## Besonderheit
Das Spiel sollte der Auftakt einer Reihe sein, der zweite Teil "Altura – Die Hauptstadt von Alturien" erschien aber auf Grund des Besitzwechsels von Pro Ludo! und der sich daraus ergebenden Umstrukturierung nicht. Es wurde dann Kosmos angeboten und erschien dort 2009 unter dem Titel Alcazar.

## Übersetzungen
- Englisch: The Market of Alturien bei Mayfair Games

## Spielkritiken
- Spielbox Ausgabe 5/07: "Wiederbelegt und aufgehübscht"